# Victor Osuagwu
Victor Osuagwu es un actor nigeriano y expresidente de la sección del estado de Lagos del Actors Guild of Nigeria.

## Biografía
Osuagwu es nativo del área de gobierno local de Mbaise, Estado de Imo y creció en Surulere, estado de Lagos. Completó su educación primaria y secundaria en Nigeria.

## Carrera profesional
Fue reconocido oficialmente como actor nigeriano en 1997. Debutó en la industria  nollywoodense en la segunda parte de la película Evil Passion 2 mientras estudiaba en la universidad.
En 2015 se convirtió en embajador de la multinacional de telecomunicaciones nigeriana GLO.

## Premios
Ganó el premio de reconocimiento especial en los City People Entertainment Awards.

## Filmografía seleccionada
- Keke Soldiers
- Professional Beggars
- My Classmate
- Corporate Beggar
- Evil Passion
- Evil Passion 2
- One Dollar (junto a Patience Ozokwor)
- Adam Goes to School
- He Goat
- Ofeke
- My Only Love
- Lion Finger
- Our Daily Bread
- Onye Amuma (junto a Nkem Owoh)
- The Chronicles (junto a Onyeka Onwenu y Segun Arinze)[10][11]
- Bird Flu
- Powerful Civilian
- Anti-Crime
- Chelsea/Liverpool
- Men On The Run
- My Kingdom Come
- Store Keeper
- Tears From Holland
- Joshua
- Trouble Makers
- My Only Love
- No Shaking (junto a Chiwetalu Agu y Sam Loco Efe)
- Nwa Teacher
- Slow Poison
- Onye-Eze
- Agaba

## Vida personal
Osuagwu está casado desde 2002 con Roseline Nchelem, a quien conoció en 1990. También es un jefe nigeriano y lleva el título de Ochibundu 1 del Reino Antiguo de Udo en Ezinihitte Mbaise LGA del estado de Imo.